# Ciudadano Max
Ciudadano Max es una novela de intriga de Alberto Vázquez-Figueroa.

## Resumen
El multimillonario Max Campbell muere en extrañas circunstancias en Tenerife. Una misteriosa organización privada con ramificaciones en todos los estamentos sociales contrata al comisario en excedencia Arcadio Baeza para que investigue que se oculta tras la muerte del magnate. El policía descubre que el magnate desaparecido era un hombre sin huellas y de mil caras, relacionado con los servicios secretos de las naciones más poderosas y con una tentacular corporación de empresarios japoneses. El millonario fallecido podría ser también un espía, un truhan o un estafador.

### Relación con la realidad
La misteriosa muerte del magnate de la prensa Robert Maxwell, ocurrida el 5 de noviembre de 1991 en aguas canarias, constituye el punto de partida de esta novela. Vazquez-Figueroa indaga en las extrañas circunstancias que rodearon la desaparición del multimillonario británico y sugiere nuevas pistas, tan reveladoras como inquietantes. Según Vázquez-Figueroa, la muerte de Maxwell «es algo que va mucho más allá de un simple accidente o un asesinato. Es algo que, de confirmarse, podría afectar de un modo muy profundo y negativo al futuro del sistema social en que vivimos. Por ello escribí esta novela».
La novela está basada en hechos reales, pero por motivos legales se cambia el nombre de Robert Maxwell por Max Campbell. Como ya ocurrió con su novela Nuevos dioses el autor vuelve a tener un sentido casi profético al tratar temas como el poder de las empresas de seguridad privadas y a la posibilidad de creación de cárceles privadas, temas poco frecuentes a principios de los años 90. Actualmente en España no existen cárceles privadas, a pesar de que la serie de televisión Vis a vis esté ambientada en una.